# Massif des Pics-d'Enfer
Le massif des Pics-d'Enfer, ou massif d'Enfer-Argualas, est un massif de montagnes transfrontalier de la chaîne des Pyrénées situé principalement en Espagne, dans la province de Huesca en Aragon, et en France pour son extrémité nord-est, dans le département des Hautes-Pyrénées en région Occitanie. Il mesure 11 km de long pour 8 km de large, et culmine au pic d'Enfer central à 3 081 mètres.
Géologiquement parlant, à cause de la nature plutonique de ses roches et de sa position centrale dans la chaîne, le massif des Pics-d'Enfer fait partie de la zone axiale des Pyrénées.
Le massif des Pics-d'Enfer fait partie des massifs pyrénéens avec des sommets à plus de 3 000 mètres d'altitude.

## Toponymie
Le massif tire son nom de la crête des pics d'Enfer (occidental, central et oriental) qui constitue les plus hauts sommets. On trouve aussi le nom « massif d'Enfer ». Plus au sud du massif, le sommet Argualas se distingue vu depuis les vallées au sud (bien que le Garmo Negro derrière soit plus haut), ce qui fait qu'on trouve aussi le nom composé « massif d'Enfer-Argualas ».

## Géographie
À l'ouest, le massif est délimité par la vallée de Tena jusqu'à la commune de Sallent de Gállego, puis plus au nord par la vallée de la rivière Aguas Limpias jusqu'aux lacs de Respomuso et Campoplano, vallée qui sépare le massif des Pics-d'Enfer du massif du Balaïtous situé à l'ouest et au nord.
Au nord, le massif des Pics-d'Enfer est séparé du massif de Cauterets par une ligne qui part à l'ouest du Campoplano, remonte le ruisseau vers l'est jusqu'aux ibones de la Facha, passe la frontière franco-espagnole au niveau du col de la Fache, descend le long des lacs de la Fache, et finit à la confluence avec le ruisseau du Port du Marcadau dans le cirque du Marcadau.
Au nord-est et à l'est, le massif est séparé du massif de Panticosa depuis le cirque du Marcadau au nord et le port du Marcadau sur la frontière franco-espagnole, puis l'embalse Bachimaña alto et la vallée du Caldarés au sud côté espagnol jusqu'à la commune de Panticosa et l'embalse de Búbal.
| Vallée du Aguas Limpias massif du Balaïtous | Col de la Fache massif de Cauterets | Cirque du Marcadau massif de Cauterets |
| Vallée du Aguas Limpias massif du Balaïtous | massif des Pics-d'Enfer             | Port du Marcadau massif de Panticosa   |
| Vallée de Tena                              | Vallée de Tena                      | Vallée du Caldarés massif de Panticosa |

### Principaux sommets

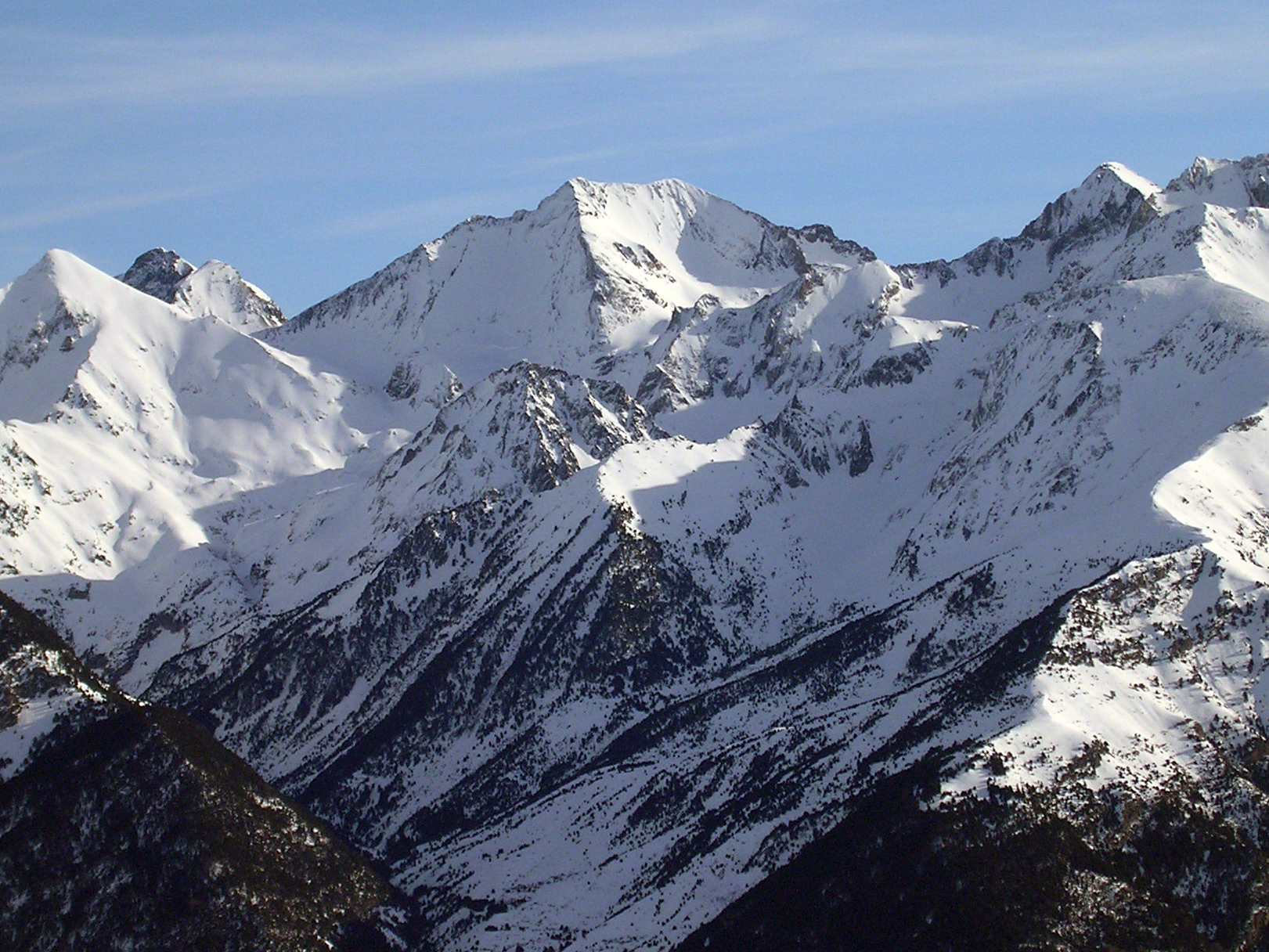
Au centre sur la même crête : pic d'Enfer central et pic d'Enfer occidental. À droite : Garmo Negro.

| Sommet                 | Altitude (mètres) | Géolocalisation             |
| ---------------------- | ----------------- | --------------------------- |
| Pic d'Enfer central    | 3 081             | 42° 46′ 53″ N, 0° 15′ 37″ O |
| Pic d'Enfer oriental   | 3 076             |                             |
| Pic d'Enfer occidental | 3 075             |                             |
| Garmo Negro            | 3 051             |                             |
| Argualas               | 3 046             |                             |
| Pic Algas              | 3 036             |                             |
| Arnales                | 3 006             |                             |
| Grande Fache           | 3 005             |                             |

### Géologie
La zone se trouve au sud de la faille nord-pyrénéenne, ce qui classe le massif dans la zone axiale des Pyrénées.
Les roches actuelles de surface sont composées de strates géologiques issues de roches sédimentaires au centre et l'ouest, des schistes calcaires déposés au cours du Dévonien, et de roches plutoniques à l'est, des granites formant le pluton de Panticosa (es).
Au Paléogène, de −66 à −23 Ma, la remontée vers le nord de la plaque africaine entraîne avec elle la plaque ibérique. Celle-ci, coincée entre la plaque africaine au sud et la plaque européenne au nord, va entrer en collision avec elles, formant la cordillère Bétique au sud et la chaîne des Pyrénées au nord. Au niveau de la zone du massif des Pics-d'Enfer, les roches sont alors progressivement comprimées et remontées en altitude entre −53 et −33 Ma durant l'Éocène, puis l'érosion enlève les roches sédimentaires pour ne laisser à nu que les roches plutoniques actuelles plus dures.